# روبير ديفوسي
روبير ديفوسي (بالفرنسية: Robert Défossé)‏ (19 يونيو 1909 - 30 أغسطس 1973) لاعب كرة قدم فرنسي راحل كان يجيد اللعب في خط حراسة المرمى.
لعب طوال مسيرته الرياضية في أندية بولي، أولمبيك ليل (1932-1938) النجم الأحمر (1938-1939).
مثل منتخب فرنسا في 9 مباريات (1933-1936). شارك مع منتخب فرنسا في بطولة كأس العالم 1934 في إيطاليا حيث خرج من الدور الثمن النهائي.

## مسيرته الكروية
لعب روبير ديفوسي خلال مسيرته الاحترافية مع ناديين في سبعة مواسم ولم يسجل خلالها أي هدف ضمن 180 مباراة. ولم يفز بأي موسم بالكأس وفاز في موسم واحد بالدوري.
خاض روبير ديفوسي مسيرته مع نادي أولمبيك ليل في موسم 1932–33 ليلعب معه ستة مواسم، مشاركًا في 140 مباراة ولم يسجل أي هدف. ثم انتقل إلى نادي النجم الأحمر سانت أوين في موسم 1938–39 لمدة موسم واحد، حيث شارك في 40 مباراة ولم يسجل أي هدف أيضًا.

## وصلات خارجية
- روبير ديفوسي على موقع الاتحاد الدولي (مؤرشف)  (الإنجليزية)
- روبير ديفوسي على موقع قاعدة بيانات كرة القدم.إي يو (الإنجليزية)
- روبير ديفوسي على موقع ناشيونال فوتبول تيمز (الإنجليزية)
- روبير ديفوسي على موقع Soccerway.com (الإنجليزية)
- روبير ديفوسي على موقع عالم كرة القدم.نت (الإنجليزية)
- سيرة ذاتية